# Mutageen

Verandering van DNA onder invloed van UV-straling

Een genotoxische stof, reprotoxische stof of mutageen (samenvoeging van mutatie en genese) is een chemische stof of elektromagnetische straling die het DNA beschadigt en zo erfelijke veranderingen kan veroorzaken (mutaties).
Mutagene stoffen zijn stoffen die (langzaam) het DNA in de celkern veranderen, waardoor ze ook carcinogeen (kankerverwekkend) kunnen zijn of een miskraam kunnen veroorzaken.
Een bekende test waarmee de mutageniteit van een stof kan worden getest is de Ames-test.
Voorbeeld: benzeen, ENU.